# Relativity (serie televisiva)
Relativity  è una serie televisiva statunitense in 17 episodi trasmessi per la prima volta nel corso di una sola stagione dal 1996 al 1997.

## Trama
Isabel Lukens e Leo Roth sono una coppia di fidanzati che si sono conosciuti durante una permanenza in Italia. La serie segue il loro rapporto e quello con i loro parenti al ritorno negli Stati Uniti.

## Episodi
| Stagione       | Episodi | Prima TV USA |
| -------------- | ------- | ------------ |
| Prima stagione | 17      | 1996-1997    |

## Personaggi
- Barry Roth 	8 episodi, 1996-1997), interpretato da	Richard Schiff.
- Isabel Lukens 	7 episodi, 1996), interpretato da	Kimberly Williams-Paisley.
- Leo Roth, interpretato da	David Conrad.
- David Lukens, interpretato da	Cliff De Young.
- Eve Luken, interpretato da	Mary Ellen Trainor.
- Karen Lukens, interpretato da	Jane Adams.
- Jennifer Lukens, interpretato da	Poppy Montgomery.
- Jake Roth, interpretato da	Devon Gummersall.
- Rhonda Roth, interpretato da	Lisa Edelstein.
- Hal Roth, interpretato da	Robert Katims.
- Doug, interpretato da	Adam Goldberg.
- Alan Nichols, interpretato da	Joseph Kell.
- Everett, interpretato da	Randall Batinkoff.
- professor Schrader, interpretato da	Kip Gilman.
- Tough Guy, interpretato da	Josh Gummersall.
- Marcy Sedaris, interpretato da	Pamela Adlon.
- Javier, interpretato da		Efren Ramirez.

## Produzione
La serie, ideata da Jason Katims, fu prodotta da 20th Century Fox Television e Bedford Falls Productions  Le musiche furono composte da W.G. Snuffy Walden.

### Registi
Tra i registi della serie sono accreditati:
- Patrick R. Norris (1 episodio, 1996)
- Mark Piznarski (1 episodio, 1996)
- Edward Zwick (1 episodio, 1996)
- Steve Miner (1 episodio, 1997)
- Matt Reeves (1 episodio, 1997)
- Davis Guggenheim (1 episodio)
- Todd Holland (1 episodio)
- Arvin Brown
- Dennie Gordon

## Distribuzione
La serie fu trasmessa negli Stati Uniti dal 1996 al 1997 sulla rete televisiva ABC. In Italia è stata trasmessa su RaiDue con il titolo Relativity.
Alcune delle uscite internazionali sono state:
- negli Stati Uniti il 24 settembre 1996 (Relativity)
- in Finlandia il 4 giugno 1997 (Tunteiden verkko)
- in Nuova Zelanda il 7 agosto 1997
- in Germania il 3 gennaio 1998 (Beziehungsweise)
- in Romania il 16 febbraio 1999
- in Svezia il 22 agosto 2000 (Mannen i mitt liv)
- in Spagna (Relativity)
- in Italia (Relativity)